# Karl Dachs
Karl Dachs (* 29. Mai 1929 in Regensburg; † 4. Juli 2016 in München) war ein deutscher Bibliothekar.

## Leben
Karl Dachs studierte Germanistik und Klassische Philologie und promovierte 1957 an der Universität München; das Staatsexamen für den höheren Schuldienst hatte er dort bereits 1955 abgelegt. Als Bibliotheksreferendar an der Bayerischen Staatsbibliothek trat er 1956 in die Ausbildung für den höheren Bibliotheksdienst ein und legte die Fachprüfung 1958 ab. Von 1958 bis 1994 war er dann als Bibliothekar an der Bayerischen Staatsbibliothek tätig, seit 1972 leitete er dort die Abteilung für Handschriften und seltene Drucke, seit 1973 als Leitender Bibliotheksdirektor.

## Schriften (Auswahl)
- Leben und Dichtung des Johann Ludwig Prasch (1637–1690). Dissertation Universität München 1957.
- (zus. mit Hans Dachs): Erding. Das Werden einer Stadt. Schwankl, Erding 1961.
- Katalogisierungsprinzipien für Nachlässe. In: Zeitschrift für Bibliothekswesen und Bibliographie, Bd. 12 (1963), S. 80–95.
- Georg Britting. Der Dichter und sein Werk. Ausstellung vom 27. April bis 31. Mai 1967 in der Bayerischen Staatsbibliothek, München. Süddeutscher Verlag, München 1967.
- Hans Carossa (1878-1956). Ausstellung 17. Dez. 1968 bis 28. Febr. 1969, Bayerische Staatsbibliothek München. München 1968.
- Die schriftlichen Nachlässe in der Bayerischen Staatsbibliothek München. Harrassowitz, Wiesbaden 1970.
- Georg von der Vring (1889–1968). Ausstellung in der Bayerischen Staatsbibliothek München 21. Januar bis 13. März 1971. St.-Otto-Verlag, Bamberg 1971.
- (mit Günter Brosche, Hrsg.): Richard Strauss. Autographen in München und Wien (= Veröffentlichungen der Richard-Strauss-Gesellschaft, Bd. 3). Schneider, Tutzing 1979.
- Bibliothekarische Aspekte der Erwerbung der Oettingen-Wallersteinschen Bibliothek durch den Freistaat Bayern. In: Jürgen Hering (Hrsg.): Bestände in wissenschaftlichen Bibliotheken. Erschließung und Erhaltung (= Zeitschrift für Bibliothekswesen und Bibliographie, Sonderhefte, Bd. 34). Klostermann, Frankfurt/M. 1982, S. 86–94, ISBN 3-465-01511-8.
- Die Beschreibung des Buchschmucks in Handschriftenkatalogen. In: Zeitschrift für Bibliothekswesen und Bibliographie, Bd. 29 (1982), S. 25–34.
- (Redakt.): Thesaurus librorum. 425 Jahre Bayerische Staatsbibliothek ; Ausstellung, München, 18. August – 1. Oktober 1983. Reichert, Wiesbaden 1983, ISBN 3-88226-169-2.
- Bibliotheksgeschichte und historische Buchkunde in der bibliothekarischen Ausbildung. In: Bibliotheksforum Bayern, Bd. 13 (1985), S. 245–257.
- (Redakt.): Regensburger Buchmalerei. Von frühkarolingischer Zeit bis zum Ausgang des Mittelalters ; Ausstellung der Bayerischen Staatsbibliothek München und der Museen der Stadt Regensburg. Prestel, München 1987, ISBN 3-7913-0802-5.
- (Redakt.): Gebetbuch von Nikolaus Glockendon für Jakob Welser den Älteren. Cgm 9110 / Bayerische Staatsbibliothek (= Patrimonia, Bd. 70). Kulturstiftung der Länder, Berlin 1993.
- (Redakt.): Prachtkorane aus tausend Jahren. Handschriften aus dem Bestand der Bayerischen Staatsbibliothek München ; [Ausstellung 7. Oktober – 28. November 1998]. München 1998, ISBN 3-9802700-3-3.
- (Mithrsg.): Das Evangeliar Ottos III. Clm 4453 der Bayerischen Staatsbibliothek München. Prestel, München 2001, ISBN 3-7913-2431-4.